# Jürgen Roßmann
Jürgen Roßmann (* 29. Oktober 1954 in Neustrelitz) ist ein deutscher Mathematiker und Hochschullehrer auf dem Gebiet der Analysis.

## Leben
Jürgen Roßmann wurde 1954 in Neustrelitz als Sohn eines freischaffenden Vaters und einer Lehrerin geboren. Schon während der Schulzeit nahm Roßmann an der Olympiade Junger Mathematiker der DDR teil und errang dort zweite und erste Preise. Zudem nahm Roßmann 1973 an der Internationalen Mathematik-Olympiade teil und erreichte eine Bronzemedaille. Nachdem Jürgen Roßmann 1973 sein Abitur in Neubrandenburg an der Erweiterten Oberschule (EOS) „Friedrich Engels“ abgelegt hatte, leistete er von 1973 bis 1976 Wehrdienst. Nach dem Armeedienst begann Roßmann an der Universität Rostock ein Studium der Mathematik, welches er 1981 mit dem Diplom abschloss. Nach einem Forschungsstudium an der Universität Rostock von 1981 bis 1984 und einem achtmonatigen Zusatzstudium an der damaligen Universität Leningrad 1982 und 1983 promovierte er 1984 mit einer Arbeit über elliptische Randwertaufgaben zur Dr. rer. nat. Im Jahr 1988 folgte die Promotion B über die Anwendung von Funktionenräumen auf elliptische Randwertaufgaben zum Dr.sc.nat., dieser wurde nach der Wende in der DDR zum Dr. rer. nat. habil. umgewandelt.
Im Folgenden war er als Dozent an der Universität Rostock tätig. 1991 war Roßmann für einen Forschungsaufenthalt von fünf Monaten Gastwissenschaftler am Weierstraß-Institut für Angewandte Analysis und Stochastik in Berlin. 1997 wurde er an der Universität Rostock zum außerplanmäßigen Professor für partielle Differentialgleichungen berufen. Mit Ende des Sommersemesters 2020 ging Roßmann in den Ruhestand, war aber zur Vertretung noch in der Lehre tätig.
Roßmann forschte an elliptischen partiellen Differentialgleichungen, Randwertaufgaben in Gebieten mit Singularitäten, und Funktionenräumen. Er ist zudem Mitglied der deutschen Mathematiker-Vereinigung.

## Schriften (Auswahl)

### Bücher
- Gewichtete Sobolev-Slobodezkij-Räume und Anwendungen auf elliptische Randwertaufgaben in Gebieten mit Kanten, 1988
- V. A. Kozlov, V. G. Maz’ya, J. Roßmann: Elliptic boundary value problems in domains with point singularities, Mathematical Surveys and Monographs 52, Amer. Math. Soc., Providence, Rhode Island 1997
- J. Roßmann, P. Takac, Günther Wildenhain (Hrsg.): The Maz’ya Anniversary Collection Volume 1, Birkhäuser, Basel 1999.
- J. Roßmann, P. Takac, G. Wildenhain (Hrsg.): The Maz’ya Anniversary Collection Volume 2, Birkhäuser, Basel 1999.
- V. G. Maz’ya, J. Roßmann: Elliptic equations in polyhedral domains, Mathematical Surveys and Monographs 162, Amer. Math. Soc., Providence, Rhode Island 2010

### Zeitschriftenartikel
- V. G. Maz’ya, J. Roßmann: Uber die Lösbarkeit und die Asymptotik der Lösungen elliptischer Randwertaufgaben in Gebieten mit Kanten, Preprints 7/84, 30/84, 31/84 Karl-Weierstraß-Inst. Math. Berlin.
- J. Roßmann: Über zwei Klassen von gewichteten Sobolevräumen in ebenen Gebieten mit Ecken und Anwendungen auf elliptische Randwertaufgaben, Rostock. Math. Kolloq. 29 (1986) 78–98.
- J.Roßmann: Über die Lösbarkeit und die Regularität der Lösungen elliptischer Randwertaufgaben in Gebieten mit Kanten in gewichteten Sobolevräumen von beliebiger ganzzahliger Ordnung, Rostock. Math. Kolloq. 31 (1987) 65–86.